# Toxonprucha repentis
Toxonprucha repentis là một loài bướm đêm trong họ Erebidae.